# 1954 en hockey sur glace
Cette page présente les éléments de hockey sur glace de l'année 1954, que ce soit d'un point de vue rencontres internationales ou championnats nationaux. Les grandes dates des différentes compétitions sont données ainsi que les décès de personnalités du hockey mondial.

## Europe

### Allemagne
- Le SG Dynamo Weißwasser est champion d'Allemagne de l'Est pour la 4e fois.
- Le EV Füssen est champion d'Allemagne de l'Ouest pour la 3e fois[1].

## International

### Championnats du monde
- 26 février  : début du 21e championnat du monde à Stockholm en Suède. Première participation de l'URSS, équipe qui n'a adopté le hockey canadien que depuis 8 ans seulement, mais que l'on dis déjà redoutable.
- 5 mars : devant son public, la Suède accroche les soviétiques 1 à 1.
- 7 mars : habitué aux victoires faciles face aux nations européennes, le Canada pense remporter facilement le titre mais subit de plein fouet le hockey "russe" et est largement battu 7 à 2. L'URSS remporte son premier titre mondial à sa première participation[2].

## Autres Évènements

### Décès
- 5 juin : Charles Cahill.